# 국제 호랑이의 날
국제 호랑이의 날(International Tiger Day)은 매년 7.29에 해당하는 기념일로, 호랑이 보호를 경각시키기 위해 제정되었다.